# 자연과학연구기구

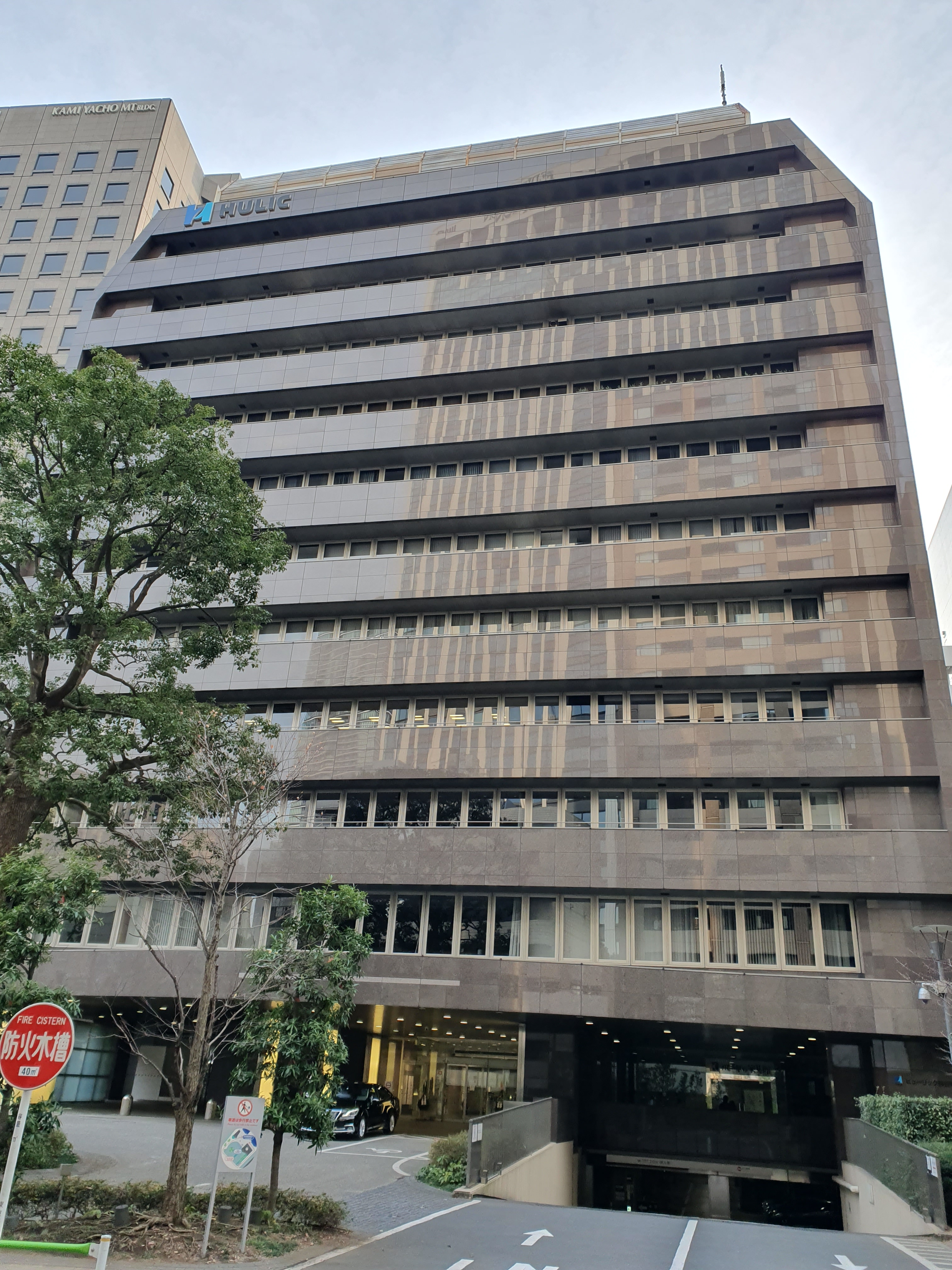

대학공동이용기관법인 자연과학연구기구(大学共同利用機関法人 自然科学研究機構)는 일본의 대학 연구소들의 협력하에 2004년 4월1일에 자연과학을 연구하는 5개의 연구소가 모여서 새로 창설한 연구기관 단체이다. 여기에 참여한 5개의 연구소는 다음과 같다.
- 일본국립천문대(NAOJ)
- 일본국립핵융합과학연구소(NIFS)
- 일본국립기초생물학연구소(NIBB)
- 일본 생리학연구소(NIPS) - 뇌과학연구를 중심으로 한다.
- 일본국립분자과학연구소(IMS)